# Давид из Охрида
Давид из Охрида (греч. Δαβίδ ὁ ἀπὸ Ἀχριδῶν) — византийский государственный и военный деятель.
В 1024 году занимал пост стратига фемы Самос. Вместе с дуксом фемы Фессалоники Никифором Кавасилой и флотом фемы Кивирреоты в битве при Лемносе столкнулся с флотом Киевской Руси, который прорвался через византийскую оборону у Дарданелл. Имитируя переговоры, византийцы напали на 800 русов, застигнули их врасплох и уничтожили.